# Авотиньш, Угис
Угис Авотиньш (латыш. Uģis Avotiņš; 18 апреля 1986, Рига, Латвийская ССР, СССР) — латвийский хоккеист, вратарь.
Выступал в чемпионате Латвии за клубы «Призма», «Рига 20» (позднее — «ЛСПА/Рига»), «Рига 2000». В своём последнем сезоне 2009/2010 играл в составе клуба «Огре». Всего провёл 60 матчей в чемпионате страны. В сезоне 2006/07 с клубом «Рига 2000» стал чемпионом Латвии.
В сезоне 2008/09 сыграл одну встречу в Континентальной Хоккейной лиге за «Динамо Рига» — 15 ноября 2008 года против «Салавата Юлаева» провёл на льду 13 секунд. В том же сезоне сыграл 6 матчей в открытом чемпионате Белоруссии за «Рига 2000».
Участник трёх юниорских чемпионатов мира (до 18 и до 20 лет) в 2004—2006 годах.